# Penton Hook Island
Penton Hook Island är en ö i Storbritannien.   Den ligger i grevskapet Surrey och riksdelen England, i den södra delen av landet, 28 km väster om huvudstaden London.